# حسن رامي باشا
حسن رامي باشا (1842-1923) ناظر البحرية العثمانية في الحرب التركية اليونانية (1897).

## الحياة
ولد في سلانيك في اليونان عام 1842 وعُين ضابطاً بالبحرية بعد تخرجه من الأكاديمية البحرية عام 1856 وخلال الحرب الروسية التركية (1877-1878) كان قائداً لإحدى السفن الحربية. في عام 1882 تم تعيينه قائداً للقوات البحرية وبعد ثلاث سنوات أصبح في معاون السلطان عبد الحميد الثاني ومنصب مرموق ولكن غير فعال.
في عام 1897 قبيل الحرب التركية اليونانية (1897) تم تكليفه بالدفاع عن الدردنيل، وفي عام 1906 تم تعيينه في منصب ناظر البحرية. بعد عامين تمت إقالته بواسطة ثوار جمعية الاتحاد والترقي في أعقاب ثورة تركيا الفتاة وتم عرضه للمحاكمة وخقض رتبته وأمضى سنواته الأخيرة في القسطنطينية وتوفي عام 1923.

## مشاكل في البحرية
حاول السلطان عبد العزيز الأول بناء وتشكيل إسطول قوي ففي منتصف القرن 19 كانت البحرية العثمانية واحدة من أقوى الأساطيل البحرية في العالم. ولكن عبد الحميد الثاني لم يسمح لأي نشاط بحري، وبعد الحرب الروسية ولمدة 20 عاماً، لم تتلق البحرية العثمانية أية تدريبات أو صيانة فجميع السفن الحربية بقيت في القرن الذهبي دون أدنى تدريب. ويُرى السبب في ذلك أن عبد الحميد كان خائفاً من انقلاب محتمل من ظباط البحرية. ولكن قبل الحرب ضد اليونان قرر عبد الحميد إرسال الأسطول إلى مضيق الدردنيل كإجراء احترازي ضد احتمالية الهجوم من البحرية اليونانية (البحرية اليونانية كان أصغر ولكن أكثر تطوراً ومتفوقة على البحرية العثمانية ). وسرعان ما تبين لحسن رامي الذي كان قائد هذ الأسطول أن جميع السفن تقريباً  ومعظم الأسلحة بحاجة إلى إصلاحات كبيرة، وعلى الرغم من أن حسن رامي باشا كان قادراً على الإبحار إلى الدردنيل بصعوبة، إلى أنه رأى بالفعلأن البحرية كانت على وشك الخروج من الخدمة تماماً، فقام بإعداد تقرير اقترح فيه شراء سفن حربية جديدة بدلاً من إصلاح السفن القديمة كما أشار إلى أن التقارير السابقة إلى السلطان عن البحرية كانت كاذبة.

## انتقادات رؤوف بك
كان رؤوف بك (رئيس الوزراء فيما بعد وأحد قادة الأيام الأولى من حرب الاستقلال التركية) واحداً من المرؤوسين من قبل حسن رامي باشا، ووفقاً لمذكراته فقد كانت توقعاته عالية في مشاريع حسن باشا الإصلاحية، لكنه أصيب بخيبة أمل عندما تولى حسن باشا منصب نظارة البحرية؛ لأنه على عكس ما كان عليه من قبل أصبح حسن باشا سياسياً سلبياً ولم يفعل شيئاً لإصلاح البحرية. بعد ثورة تركيا الفتاة تم اتهامه بسبب الحالة البائسة التي كانت عليها البحرية.

## مذكراته
نشر حسن باشا في وقت لاحق مذكراته ليتم تبرئته. في عام 2013 مذكراته أُعيد نشر مذكراته جنباً إلى جنب مع انتقادات رؤوف بك من قبل المحرر وضابط البحرية المتقاعد عثمان أوندس.